# Arthur B. Woods
Pour les articles homonymes, voir Woods.
Arthur Bickerstaffe Woods, né à Liverpool le 17 août 1904 et mort à Emsworth (Hampshire) le 8 février 1944, est un réalisateur anglais.

## Biographie
Arthur Woods réalise 27 films entre 1933 et 1940, principalement des films vite faits et de tous genres, allant de la comédie légère, à la comédie musicale et au polar noir. Son film qui a obtenu le plus de succès est (They Drive by Night) (1938). À la fin de cette décennie, Woods a la réputation d'être l'un des réalisateurs les plus prometteurs et les plus polyvalents de Grande-Bretagne. Cependant, il met sa carrière en veilleuse pour se porter volontaire à la Royal Air Force, et c'est même le seul réalisateur britannique à agir ainsi. Il est tué en service actif en février 1944 avec son copilote norvégien, leur avion étant entré en collision de nuit avec un bombardier britannique.

## Filmographie
Les titres marqués du signe ♦ sont considérés comme perdus.
| - 1933 : Timbuctoo - 1933 : On Secret Service (en) - 1934 : Radio Parade of 1935 (en) - 1934 : Give Her a Ring (en) - 1935 : Once in a Million (en) - 1935 : Music Hath Charms - 1935 : Drake of England (en) - 1936 : Rhythm in the Air (en) - 1936 : Where's Sally? (en) ♦ - 1936 : Irish for Luck (en) ♦ - 1937 : Mayfair Melody (en) ♦ - 1937 : The Windmill (en) ♦ - 1937 : The Compulsory Wife (en) ♦ - 1937 : Don't Get Me Wrong (en) | - 1937 : You Live and Learn (en) ♦ - 1938 : The Singing Cop (en) ♦ - 1938 : The Dark Stairway (en) ♦ - 1938 : Mr. Satan (en) - 1938 : Thistledown (en) ♦ - 1938 : Glamour Girl (en) - 1938 : The Return of Carol Deane - 1938 : Dangerous Medicine (en) ♦ - 1938 : They Drive by Night - 1939 : Armes secrètes (Q Planes) (coréalisé avec Tim Whelan) - 1939 : The Nursemaid Who Disappeared (en) - 1939 : Confidential Lady (en) ♦ - 1940 : Busman's Honeymoon |